# Revolució (pel·lícula)
Revolució (títol original en anglès: Revolution) és una pel·lícula britànico-noruega de 1985, dirigida per Hugh Hudson. Protagonitzada per Al Pacino, Donald Sutherland, Nastassja Kinski, Joan Plowright i Dave King en els papers principals. Ha estat doblada al català.

## Argument
La història tracta sobre un tramper novaiorquès que és reclutat per força durant la guerra d'Independència dels Estats Units.

## Repartiment
- Al Pacino – Tom Dobb
- Donald Sutherland – Sergent major Peasy
- Nastassja Kinski - Daisy McConnahay
- Joan Plowright – Senyora McConnahay
- Dave King - Senyor McConnahay
- Steven Berkoff – Sergent Jones
- John Wells – Corty
- Annie Lennox – Dona llibertària
- Dexter Fletcher - Ned Dobb
- Richard O'Brien - Lord Hampton
- Graham Greene – Ongwata
- Robbie Coltrane - Novaiorquès

## Al voltant de la pel·lícula
Algunes escenes de la pel·lícula van ser filmades en l'antic port de la ciutat anglesa de King's Lynn.
Revolució va suposar un dels grans fracassos econòmics d'Hugh Hudson com a director.
També va resultar nominada als Premis Razzie : al pitjor actor (Al Pacino), al pitjor director, a la pitjor música i a la pitjor pel·lícula.
Annie Lennox i Robbie Coltrane apareixen com a actors secundaris.